# Jason Lee
Jason Michael Lee (Orange, 25 de abril de 1970) é um ator americano indicado ao Globo de Ouro de melhor ator em seriado cômico por seu papel em My Name is Earl. É também conhecido pela sua interpretação de Dave Seville em Alvin and the Chipmuks. Lee também é um antigo praticante de skateboarding profissional.

## Vida pessoal

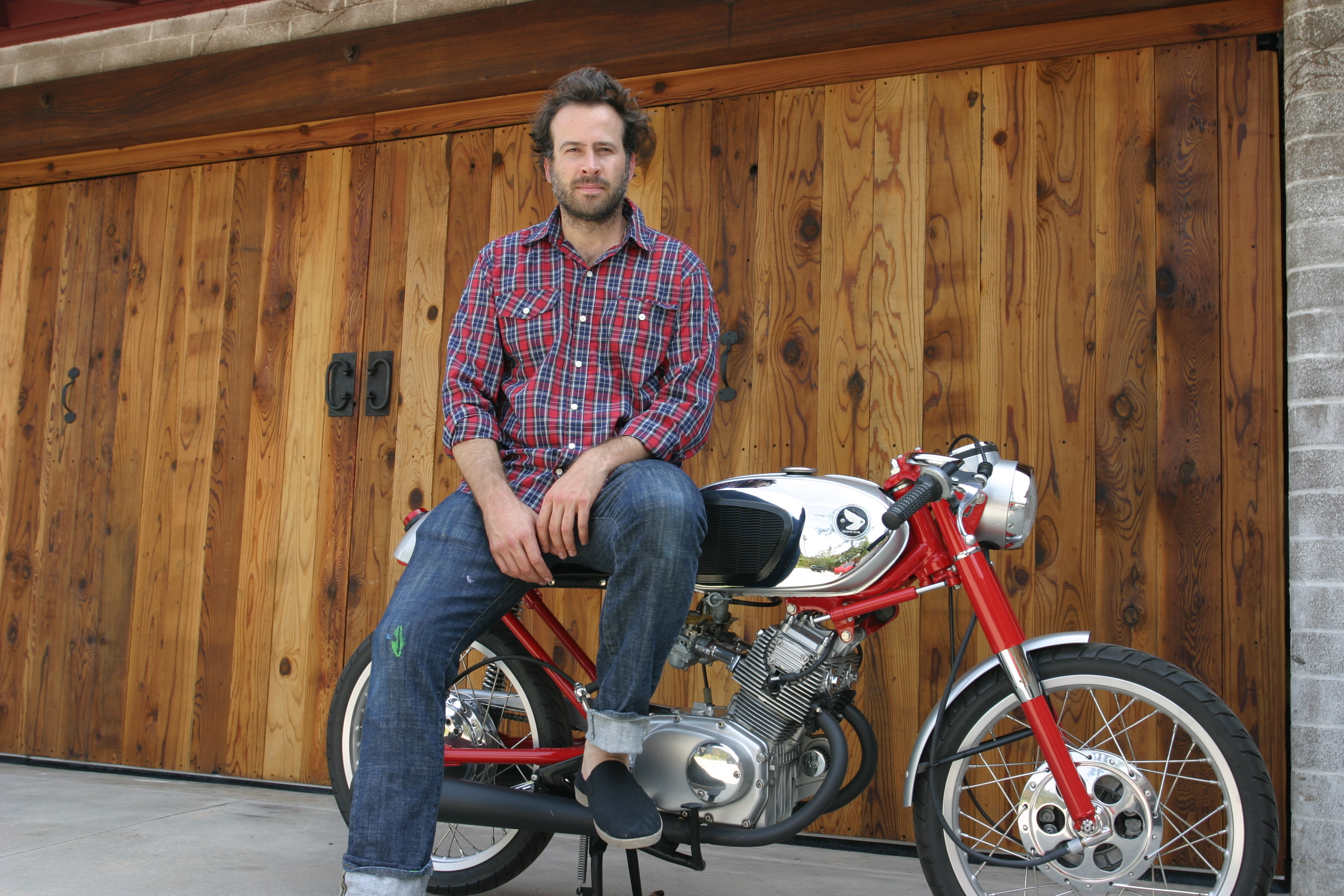
Jason Lee sentado em sua Honda CB160 Cafe Bike

Lee nasceu em 25 de abril de 1970 em Orange, Califórnia. Cresceu perto de Huntington Beach, onde frequentou à Escola Ocean View High, apesar de não ter se formado.
Entre os anos de 1995 e 2001 Lee foi casado com a atriz e fotógrafa Carmen Lee, (hoje Carmen Llywelyn).
Lee e sua noiva Beth Riesgraf (que apareceu no episódio "Faked His Own Death" de My Name Is Earl), têm um filho chamado Pilot Inspektor Riesgraf Lee (nascido em 28 de setembro de 2003). O nome da criança foi inspirado pela canção "He's Simple, He's Dumb, He's the Pilot" da banda Grandaddy. Lee é membro da Igreja de Cientologia.

## Skate
Jason Lee teve um grande destaque no cenário do skate entre o final dos anos 80 até o começo dos anos 90. Em 1991, fez parte do famoso vídeo de skate da Blind Skateboards dirigido por Spike Jonze, Video Days. Hoje em dia, Jason Lee é lembrado como um dos mais influentes e inovador street skaters do começo dos anos 90.
Em 1992, com uma parceria com Chris Pastras fundou a Stereo Skateboards; que foi "revivida" em 2004 pela dupla depois de vários anos abandonada.
Lee, como skatista, também é lembrado no mundo dos videogames. Em 2006, ele emprestou sua voz para o Tony Hawk's Project 8 e ganhou um espaço no jogo como um dos personagens secretos. Recentemente, teve sua participação confirmada no jogo Skate 3, a ser lançado em maio de 2010 pela EA, como "Coach Frank".

## Series
Jason Lee participou da série My Name Is Earl como o  personagem principal de 2005 a 2009.
Estrelou " Memphis Beat" de 2010 a 2011 quando a série foi cancelada.

## Filmografia
- Jay and Silent Bob Reboot (2019) - Brodie Bruce
- Alvin e os Esquilos: Na Estrada (2015) - Dave Seville
- Alvin and the Chipmunks 3: Chipwrecked (2011) - Dave Seville
- The Other Side (2011) - Mortimer Flybait
- Alvin and the Chipmunks: The Squeakuel (2009) - Dave Seville
- Cop Out (2010) - Roy
- Noah's Ark: The New Beginning (2008) - Japeth (voz)
- Alvin and the Chipmunks (2007) - Dave Saville
- Clerks II (2006) - Lance Dowds
- Monster House (2006) - Bones (voz)
- My Name is Earl (2005) Série - Earl
- Jack-Jack Attack (2005) - Buddy Pine/Syndrome (voz)
- Drop Dead Sexy (2005) - Frank
- The Ballad of Jack and Rose (2005) - Gray
- The Incredibles (2004) - Buddy Pine/Syndrome (voz)
- Sonic Youth Video Dose (2004) (TV)
- Jersey Girl (2004) - PR Exec #1
- I Love Your Work (2003) - Dishevelled Man
- Dreamcatcher (2003) - Joe "Beaver" Clarenden
- A Guy Thing (2003) - Paul Coleman
- Stealing Harvard (2002) - John Plummer
- Big Trouble (2002) - Puggy
- Vanilla Sky (2001) - Brian Shelby
- Jay and Silent Bob Strike Back (2001) - Brodie Bruce/Banky Edwards
- Heartbreakers (2001) - Jack Withrowe
- Almost Famous (2000) - Jeff Bebe
- Mumford (1999) - Skip Skipperton
- Dogma (1999) - Azrael
- Enemy of the State (1998) - Daniel Leon Zavitz
- American Cuisine (1998) - Loren Collins
- Kissing a Fool (1998) - Jay Murphy
- A Better Place (1997) - Dennis Pepper/Steve
- Weapons of Mass Distraction (1997) (TV) - Phillip Messenger
- Chasing Amy (1997) - Banky Edwards
- Perversions of Science (1997) (TV) - Invasor alienígena
- Drawing Flies (1996) - Donner
- Mallrats (1995) - Brodie Bruce
- Mi Vida Loca (1993) - adolescente cliente da drogaria
- 100% Sonic Youth (1992) - skatista no video clipe da banda sonic youth
- Video Days (1991) (V)
- Farm Frolics (1941) - Piggy (Na versão em inglês de voz Mel Blanc)

## Prêmios e indicações
- 2007: Globo de Ouro de melhor ator em um seriado cômico ou musical -- My Name Is Earl (indicado)
- 2006: Globo de Ouro de melhor ator em um seriado cômico ou musical -- My Name Is Earl (indicado)
- 2006: SAG de melhor ator em um seriado cômico ou musical -- My Name Is Earl (indicado)
- 1998: Independent Spirit Award de melhor Ator (coadjuvante/secundário) -- Chasing Amy (vencedor)